# Pissaï
Ne doit pas être confondu avec Pissa (Burkina Faso).
Pissaï – également orthographié Pissaye – est une localité située dans le département de Biéha de la province de la Sissili dans la région Centre-Ouest au Burkina Faso.

## Éducation et santé
Le centre de soins le plus proche de Pissaï est le centre de santé et de promotion sociale (CSPS) de Biéha.